# The Poppers
The Poppers são uma banda portuguesa originária dos Olivais em Lisboa. Destacaram-se no panorama português pelo power pop, garage e rock and roll que praticam.

## Biografia
A banda surgiu em 2000, mas é em 2005 que alcança a exposição pública, quando vencem o Festival de Música Moderna de Corroios.
Antes, em 2001, vêem o seu tema "Your Letter", ser escolhido pela editora britânica Matchbox Recordings para uma compilação. A sua música chega aos Estados Unidos, passando também, em algumas rádios espanholas e francesas. Em 2006 lançam o álbum Boys Keep Swinging.
Em 2010 são galardoados pelos jurados da Organização Prémios Internacionais de Música e Criação Independente Espanhola, como Melhor Grupo Português com o álbum Up With Lust.
A  22 de Dezembro de 2013 lançam "Seasick Sailors", o primeiro single do álbum "All In Black and Thunder", gravado no RAK Studios, em Londres, com ajuda de crowdfounding. No entanto, o disco nunca chegou a ser lançado devido à banda não se identificar com o resultado final do mesmo.
O terceiro álbum, Lucifer, sai em Janeiro de 2017. É produzido por Paulo "The Legendary Tigerman" Furtado, e é uma edição conjunta da BLITZ Records e da Discos Tigre. O disco conta com a colaboração de Filipe Costa, teclista de Sean Riley & The Slowriders, em "Do You Remember" ,e Ian Ottaway, colaborador de Black Rebel Motorcycle Club, em "Modern Wasteland". Uma vez que nessa altura a banda estava sem baixista, o próprio produtor tocou baixo no álbum todo. Será interessante referir que Furtado é canhoto, e o baixo utilizado era de destro.

### Álbuns
- 2017 - Lucifer[5]
- 2010 - Up With Lust[6]
- 2006 - Boys Keep Swinging[1]
- Fire At Will (EP)

### Singles
- In The Morning
- Seasick Sailors
- Drynamill
- Mrs. A
- Bohemian Discipline